# Campionati europei di ciclismo su pista Juniores e Under-23 2017
I Campionati europei di ciclismo su pista Juniores e Under-23 2017 sono stati disputati a Sangalhos, in Portogallo, tra il 19 e il 23 luglio 2017.
Vi hanno partecipato più di 300 corridori delle categorie Juniores (18-19 anni) e Under 23 (-23 anni), in rappresentanza di 25 paesi europei.

## Medagliere
| Pos.   | Nazione       | Oro | Argento | Bronzo | Totale |
| ------ | ------------- | --- | ------- | ------ | ------ |
| 1      | Italia        | 10  | 1       | 3      | 14     |
| 2      | Russia        | 7   | 7       | 6      | 20     |
| 3      | Gran Bretagna | 7   | 6       | 11     | 24     |
| 4      | Francia       | 5   | 1       | 4      | 10     |
| 5      | Paesi Bassi   | 3   | 2       | 5      | 10     |
| 6      | Ucraina       | 3   | 2       | 1      | 6      |
| 7      | Germania      | 2   | 5       | 2      | 9      |
| 8      | Belgio        | 2   | 2       | 0      | 4      |
| 9      | Polonia       | 1   | 5       | 4      | 10     |
| 10     | Danimarca     | 1   | 3       | 2      | 6      |
| 11     | Rep. Ceca     | 1   | 3       | 1      | 5      |
| 12     | Portogallo    | 1   | 2       | 0      | 3      |
| 13     | Bielorussia   | 1   | 1       | 0      | 2      |
| 14     | Irlanda       | 0   | 2       | 1      | 3      |
| 15     | Svizzera      | 0   | 1       | 2      | 3      |
| 16     | Lituania      | 0   | 1       | 0      | 1      |
| 17     | Spagna        | 0   | 0       | 2      | 2      |
| Totale | Totale        | 44  | 44      | 44     | 132    |

## Risultati

### Under-23
| Eventi                   | Oro                                                                 | Tempo    | Argento                                                                  | Tempo    | Bronzo                                                                 | Tempo    |
| Uomini                   |                                                                     |          |                                                                          |          |                                                                        |          |
| Chilometro               | Alexandr Vasyukhno Russia                                           | 1'01"345 | Joseph Truman Gran Bretagna                                              | 1'01"830 | Sam Ligtlee Paesi Bassi                                                | 1'02"045 |
| Keirin                   | Harrie Lavreysen Paesi Bassi                                        |          | Jiri Fanta Rep. Ceca                                                     |          | Jack Carlin Gran Bretagna                                              |          |
| Velocità                 | Sebastien Vigier Francia                                            |          | Harrie Lavreysen Paesi Bassi                                             |          | Joseph Truman Gran Bretagna                                            |          |
| Velocità a squadre       | Gran Bretagna Jack Carlin Ryan Owens Joseph Truman                  | 44"167   | Russia Mikhail Dmitriev Alexander Dubchenko Alexey Nosov                 | 44"529   | Polonia Michał Lewandowski Mateusz Miłek Patryk Rajkowski              | 44"312   |
| Inseguimento individuale | Mark Stewart Gran Bretagna                                          | 4'18"843 | Ivo Oliveira Portogallo                                                  | 4'23"221 | Daniel Staniszewski Polonia                                            | -        |
| Inseguimento a squadre   | Gran Bretagna Matthew Bostock Ethan Hayter Joe Holt Matthew Walls   | -        | Belgio Lindsay De Vylder Robbe Ghys Gerben Thijssen Sasha Weemaes        | OVL      | Polonia Dawid Czubak Szymon Krawczyk Bartosz Rudyk Daniel Staniszewski | 4'03"441 |
| Americana                | Belgio Lindsay De Vylder Robbe Ghys                                 |          | Russia Maxim Piskunov Sergey Rostovtsev                                  |          | Ucraina Roman Gladysh Vitaliy Hryniv                                   |          |
| Corsa a punti            | Niklas Larsen Danimarca                                             | 103      | Ethan Hayter Gran Bretagna                                               | 76       | Mark Downey Irlanda                                                    | 72       |
| Scratch                  | Jaŭheni Karalëk Bielorussia                                         |          | Niklas Larsen Danimarca                                                  |          | Maxim Piskunov Russia                                                  |          |
| Omnium                   | Mark Stewart Gran Bretagna                                          | 121      | Niklas Larsen Danimarca                                                  | 113      | Adrien Garel Francia                                                   | 108      |
| Corsa a eliminazione     | Rui Oliveira Portogallo                                             |          | Damian Sławek Polonia                                                    |          | Maxim Piskunov Russia                                                  |          |
| Donne                    |                                                                     |          |                                                                          |          |                                                                        |          |
| 500 metri                | Pauline Grabosch Germania                                           | 33"703   | Olena Starikova Ucraina                                                  | 34"423   | Kyra Lamberink Paesi Bassi                                             | 34"562   |
| Keirin                   | Hetty van de Wouw Paesi Bassi                                       |          | Tatiana Kiseleva Russia                                                  |          | Mélissandre Pain Francia                                               |          |
| Velocità                 | Olena Starikova Ucraina                                             |          | Pauline Grabosch Germania                                                |          | Hetty van de Wouw Paesi Bassi                                          |          |
| Velocità a squadre       | Paesi Bassi Kyra Lamberink Hetty van de Wouw                        | 33"739   | Francia Mathilde Gros Mélissandre Pain                                   | 35"205   | Russia Natalia Antonova Tatiana Kiseleva                               | 34"218   |
| Inseguimento individuale | Justyna Kaczkowska Polonia                                          | 3'32"684 | Ellie Dickinson Gran Bretagna                                            | 3'34"948 | Francesca Pattaro Italia                                               | 3'35"417 |
| Inseguimento a squadre   | Italia Martina Alzini Elisa Balsamo Marta Cavalli Francesca Pattaro | -        | Polonia Justyna Kaczkowska Weronika Humelt Nikol Plosaj Wiktoria Pikulik | OVL      | Germania Franziska Brauße Tatjana Paller Gudrun Stock Laura Süßemilch  | 4'39"028 |
| Corsa a punti            | Tatjana Paller Germania                                             | 55       | Amalie Dideriksen Danimarca                                              | 43       | Manon Lloyd Gran Bretagna                                              | 42       |
| Scratch                  | Rachele Barbieri Italia                                             |          | Ellie Dickinson Gran Bretagna                                            |          | Amalie Dideriksen Danimarca                                            |          |
| Americana                | Gran Bretagna Ellie Dickinson Manon Lloyd                           | 46       | Russia Diana Klimova Maria Petukhova                                     | 44       | Italia Elisa Balsamo Rachele Barbieri                                  | 27       |
| Omnium                   | Elisa Balsamo Italia                                                | 140      | Ellie Dickinson Gran Bretagna                                            | 136      | Amalie Dideriksen Danimarca                                            | 134      |
| Corsa a eliminazione     | Emily Nelson Gran Bretagna                                          |          | Olivija Baleišytė Lituania                                               |          | Ziortza Isasi Spagna                                                   |          |

### Juniores
| Eventi                   | Oro                                                                          | Tempo      | Argento                                                                               | Tempo    | Bronzo                                                                         | Tempo    |
| Uomini                   |                                                                              |            |                                                                                       |          |                                                                                |          |
| Chilometro               | Pavel Perčuk Russia                                                          | 1'02"134   | Carl Hinze Germania                                                                   | 1'03"746 | Jakub Šťastný Rep. Ceca                                                        | 1'03"976 |
| Keirin                   | Pavel Perčuk Russia                                                          |            | Daniel Rochna Polonia                                                                 |          | Cezary Łączkowski Polonia                                                      |          |
| Velocità                 | Rayan Helal Francia                                                          |            | Dmitrij Nesterov Russia                                                               |          | Pavel Perčuk Russia                                                            |          |
| Velocità a squadre       | Russia Daniil Komkov Dmitrij Nesterov Pavel Rostov                           | 44"460 RMJ | Polonia Łukasz Kowal Daniel Rochna Krystian Ruta                                      | 46"070   | Germania Timo Bichler Elias Edbauer Carl Hinze                                 | 45"406   |
| Inseguimento individuale | Ivan Smirnov Russia                                                          | 3'19"050   | Xeno Young Irlanda                                                                    | 3'22"268 | Rhys Britton Gran Bretagna                                                     | 3'20"125 |
| Inseguimento a squadre   | Russia Lev Gonov Dmitrij Muchomed'jarov Ivan Smirnov Gleb Syrica             | 4'04"023   | Gran Bretagna Rhys Britton Joe Nally Jake Stewart Fred Wright                         | 4'08"652 | Svizzera Scott Quincey Mauro Schmid Valère Thiébaud Alex Vogel                 | 4'08"360 |
| Americana                | Belgio Fabio Van Den Bossche Nicolas Wernimont                               |            | Rep. Ceca Daniel Babor Daniel Rybin                                                   |          | Gran Bretagna Rhys Britton Jake Stewart                                        |          |
| Corsa a punti            | Oleh Kanaka Ucraina                                                          | 58         | Fabio Van Den Bossche Belgio                                                          | 50       | Mauro Schmid Svizzera                                                          | 34       |
| Scratch                  | Daniel Babor Rep. Ceca                                                       |            | Filip Prokopyszyn Polonia                                                             |          | Michele Gazzoli Italia                                                         |          |
| Omnium                   | Fred Wright Gran Bretagna                                                    | 134        | Alex Vogel Svizzera                                                                   | 123      | Valentin Tabellion Francia                                                     | 111      |
| Corsa a eliminazione     | Michele Gazzoli Italia                                                       |            | JB Murphy Irlanda                                                                     |          | Unai Iribar Spagna                                                             |          |
| Donne                    |                                                                              |            |                                                                                       |          |                                                                                |          |
| 500 metri                | Mathilde Gros Francia                                                        | 34"672     | Lea Friedrich Germania                                                                | 34"735   | Lauren Bate Gran Bretagna                                                      | 35"407   |
| Keirin                   | Mathilde Gros Francia                                                        |            | Martina Fidanza Italia                                                                |          | Lauren Bate Gran Bretagna                                                      |          |
| Velocità                 | Mathilde Gros Francia                                                        |            | Lea Friedrich Germania                                                                |          | Steffie van der Peet Paesi Bassi                                               |          |
| Velocità a squadre       | Russia Polina Vaščenko Jana Tyščenko                                         | 35"107     | Germania Emma Götz Lea Friedrich                                                      | 35"361   | Gran Bretagna Georgia Hilleard Lauren Bate                                     | 35"387   |
| Inseguimento individuale | Letizia Paternoster Italia                                                   | 2'22"140   | Marija Novolodskaja Russia                                                            | 2'25"499 | Mylène de Zoete Paesi Bassi                                                    | 2'25"166 |
| Inseguimento a squadre   | Italia Chiara Consonni Letizia Paternoster Martina Fidanza Vittoria Guazzini | 4'30"725   | Paesi Bassi Amber van der Hulst Kirstie van Haaften Marit Raaijmakers Mylène de Zoete | 4'35"429 | Russia Anastasija Lukašenko Dar'ja Malkova Karine Minasyan Marija Novolodskaja | 4'38"775 |
| Corsa a punti            | Ol'ha Kulynyč Ucraina                                                        | 45         | Aksana Salauyeva Bielorussia                                                          | 35       | Valentine Fortin Francia                                                       | 31       |
| Scratch                  | Martina Fidanza Italia                                                       |            | Petra Ševčíková Rep. Ceca                                                             |          | Jenny Holl Gran Bretagna                                                       |          |
| Americana                | Italia Letizia Paternoster Chiara Consonni                                   | 32         | Russia Dar'ja Malkova Marija Novolodskaja                                             | 25       | Gran Bretagna Jenny Holl Pfeiffer Georgi                                       | 21       |
| Omnium                   | Letizia Paternoster Italia                                                   | 137        | Ol'ha Kulynyč Ucraina                                                                 | 115      | Marija Novolodskaja Russia                                                     | 115      |
| Corsa a eliminazione     | Letizia Paternoster Italia                                                   |            | Maria Martins Portogallo                                                              |          | Pfeiffer Georgi Gran Bretagna                                                  |          |